# Антибіотик широкого спектру дії

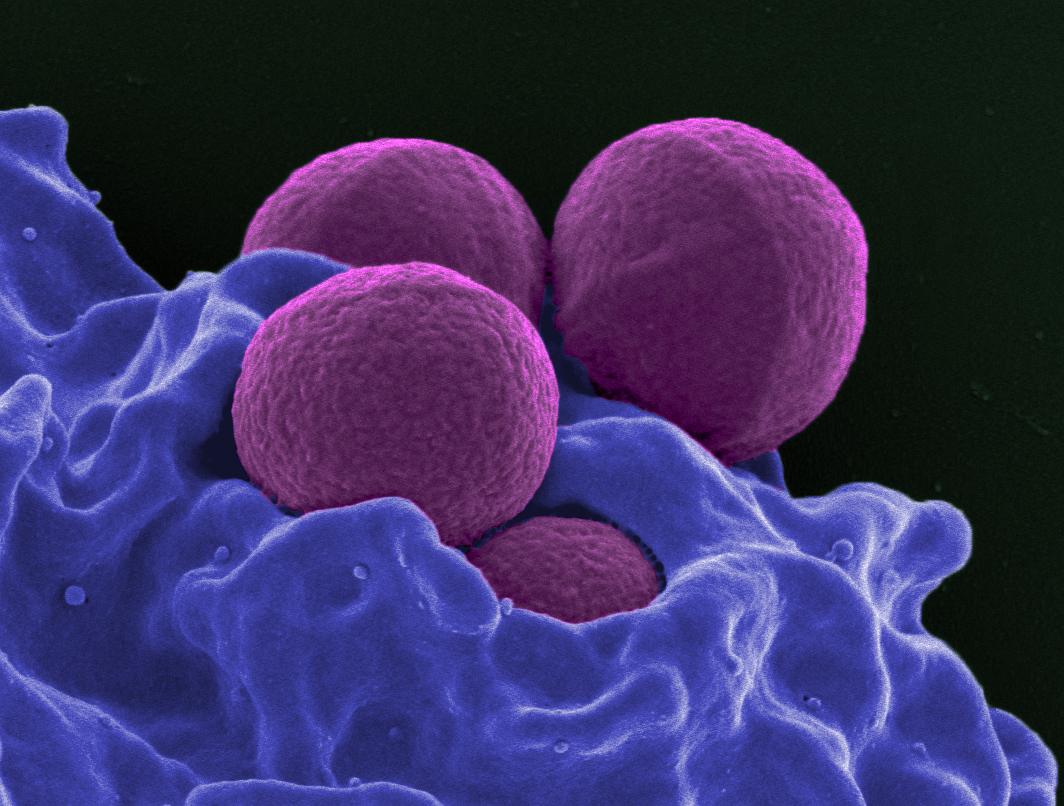
Кольорове зображення електронної мікроскопії стійкого до метициліну золотистого стафілокока (Метицилін-резистентний золотистий стафілокок), бактерії, на яку зазвичай впливають антибіотики широкого спектра дії

Антибіотик широкого спектра дії — це лікувальний засіб з групи антибіотиків, який діє на дві основні групи бактерій, грампозитивні та грамнегативні, або будь-який антибіотик, який діє проти широкого спектра хвороботворних бактерій.
Ці ліки використовуються, коли підозрюється бактеріальна інфекція, але група бактерій невідома (також називається емпіричною терапією, або коли підозрюється інфекція кількома групами бактерій. Це на відміну від антибіотиків вузького спектра дії, які ефективні лише проти певної групи бактерій. Незважаючи на те, що потужні антибіотики широкого спектра дії створюють певні ризики, зокрема порушення власних, нормальних бактерій і розвиток антимікробної стійкості. Прикладом широко використовуваного антибіотика широкого спектра дії є ампіцилін.

## Бактеріальні мішені
Антибіотики часто групують за їх здатністю діяти на різні групи бактерій. Хоч бактерії біологічно класифікуються за допомогою таксономії, бактерії, що викликають хвороби, історично (патогенні бактерії) класифікують за їхнім мікроскопічним виглядом і хімічною функцією.
За морфологією, організм може бути класифікований як коки, диплококи, бацили (також відомі як «палички»), спіралеподібні або плеоморфні.
Додаткова класифікація — за здатністю бактерій сприймати фарбування за Грамом і протизабарвлення; бактерії, які поглинають кристалічний фіолетовий барвник, називаються «грампозитивними», ті, які поглинають лише контрфарбування, є «грамнегативними», а ті, які залишаються незабарвленими, називаються «атиповими».
Подальша класифікація включає їх потребу в кисні (тобто, аеробні чи анаеробні), моделі гемолізу або інші хімічні властивості.
Найбільш часто зустрічаються групи бактерій: грампозитивні коки, грамнегативні палички, атипові бактерії та анаеробні бактерії.
Антибіотики часто групують за їх здатністю діяти на різні групи бактерій. Наприклад, цефалоспорини І покоління в основному ефективні проти грампозитивних бактерій, тоді як цефалоспорини IV покоління, як правило, ефективні проти грамнегативних бактерій.

## Емпірична антибіотикотерапія

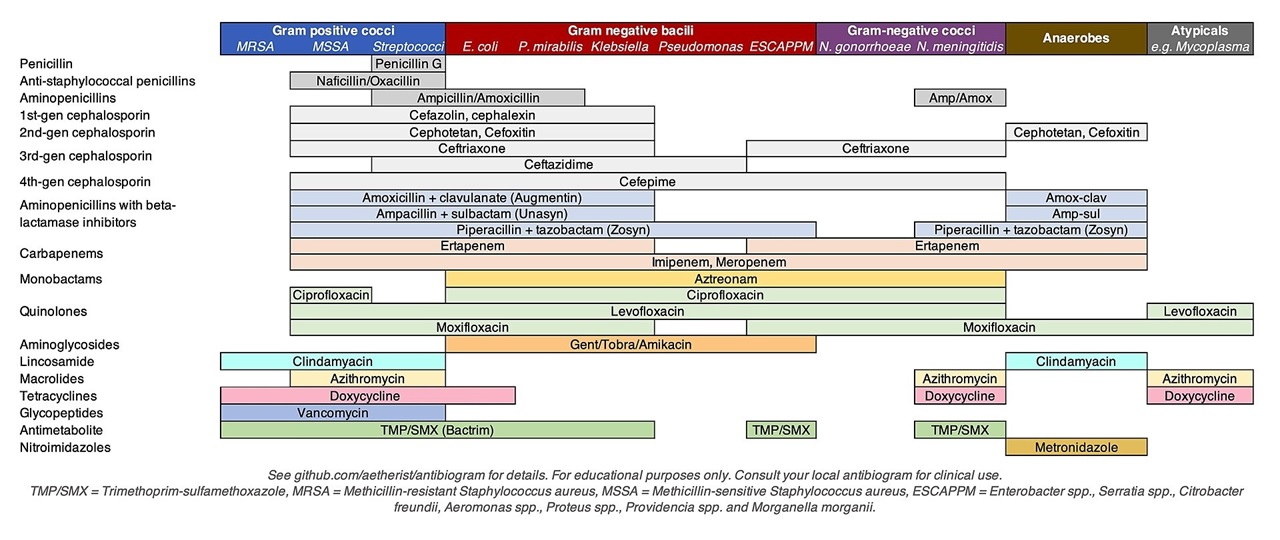
Спрощена схема, що показує типові хвороботворні бактерії та антибіотики, які проти них діють.

Емпірична антибіотикотерапія стосується використання антибіотиків для лікування підозрюваної бактеріальної інфекції, незважаючи на відсутність специфічного бактеріального діагнозу. Завершальна діагностика виду бактерій часто відбувається за допомогою посіву крові, мокротиння або сечі, і може тривати 24—72 години. Зазвичай антибіотики призначають після того, як у пацієнта було взято «зразок культур», щоб зберегти бактерії в зразку та забезпечити точний діагноз. Крім того, деякі види можна ідентифікувати за допомогою аналізу сечі або калу.

## Ризики

### Порушення нормального мікробіому
Існує приблизно 38 трильйонів мікроорганізмів, які колонізують організм людини. Як побічний ефект терапії антибіотики можуть змінити нормальний вміст мікробів) в організмі, атакуючи без розбору як патологічні, так і природні, корисні чи нешкідливі бактерії, що знаходяться в кишечнику, легенях і сечовому міхурі. Вважається, що руйнування нормальної бактеріальної флори організму порушує імунітет, харчування та призводить до відносного надмірного росту деяких бактерій або грибків. Надмірний ріст мікроорганізмів, стійких до ліків, може призвести до вторинної інфекції, такої як Clostridioides difficile («C. diff») або кандидозу («молочниця»). Цей побічний ефект більш вірогідний при застосуванні антибіотиків широкого спектра дії, враховуючи їх більший потенціал порушувати більшу різноманітність нормальної флори людини. Застосування доксицикліну при звичайних вуграх було пов'язане з підвищеним ризиком хвороби Крона, хоча пізніше дослідження вказало на зв'язок між звичайними вуграми та СРК незалежно від застосування антибіотиків. Так само використання міноцикліну при звичайних вуграх було пов'язане з дисбактеріозом шкіри та кишечника.

## Приклади антибіотиків широкого спектра дії
У людей:
- Доксициклін
- Міноциклін[en]
- Аміноглікозиди (крім стрептоміцину)
- Ампіцилін
- Амоксицилін/клавуланова кислота (Аугментин)[12]
- Азитроміцин[13]
- Карбапенеми (наприклад іміпенем)
- Піперацилін/тазобактам[en]
- Хінолони (наприклад, ципрофлоксацин)
- Тетрацикліни (крім сарецикліну[en])
- Левоміцетин
- Тикарцилін

- Триметоприм/сульфаметоксазол (Бактрим)
- Офлоксацин

У ветеринарії ко-амоксиклав (у дрібних тварин); пеніцилін і стрептоміцин і окситетрациклін (у сільськогосподарських тварин); пеніцилін і потенційовані сульфаніламіди (у коней).